# Metepeira lacandon
Metepeira lacandon là một loài nhện trong họ Araneidae.
Loài này thuộc chi Metepeira. Metepeira lacandon được miêu tả năm 2001 bởi Piel.